# Robert H. May
Robert H. May, född 28 november 1822 i Augusta, Georgia, död där 7 februari 1903, var en amerikansk affärsman och politiker. Han grundade företaget R.H. May & Co. som tillverkade hästvagnar. Han var Augustas borgmästare 1861–1866 och 1879–1891. Han var känd som "Uncle Robin". Under amerikanska inbördeskriget valdes han till fem ettåriga mandatperioder som borgmästare och efter rekonstruktionstiden till fyra treåriga mandatperioder.
Mays första ämbetsperiod som borgmästare sammanföll med inbördeskriget. I Augusta grundades den 28 maj 1861 Ladies' Volunteer Association, en frivilligorganisation bestående av kvinnor för att stödja de konfedererade trupperna. Borgmästarens hustru valdes till ordförande. Mot slutet av inbördeskriget fick May order om att bränna all bomull i Augusta för att förhindra att bomullen skulle tillfalla nordstaternas trupper. William Tecumseh Shermans trupper lät bli att marschera in i Augusta och fortsatte mot Columbia. På det sättet brändes inte bomullen i Augusta.